# Pista olimpica Eugenio Monti
La pista olimpica Eugenio Monti è un tracciato per bob, slittino e skeleton situato a Cortina d'Ampezzo, in Italia. Il percorso, che si snoda lungo la pendice orientale del Col Druscié, è stato la sede delle gare di bob dei VII Giochi olimpici invernali nel 1956 e sarà il luogo dove si svolgeranno le prove del bob, dello slittino e dello skeleton dei XXV Giochi olimpici invernali nel 2026; è stato inoltre utilizzato come set cinematografico del film Solo per i tuoi occhi del 1981, con Roger Moore nei panni di James Bond.
La pista, precedentemente nota come pista di bob di Cortina o pista olimpica di Cortina, nel 2004 venne intitolata alla memoria di Eugenio Monti (che tra il 1956 e il 1968 nel bob vinse sei medaglie olimpiche e dieci mondiali) ed è stata oggetto di diverse ristrutturazioni nel corso degli anni per adeguarsi ai requisiti di sicurezza richiesti dalle federazioni internazionali.

## Storia

### Le origini

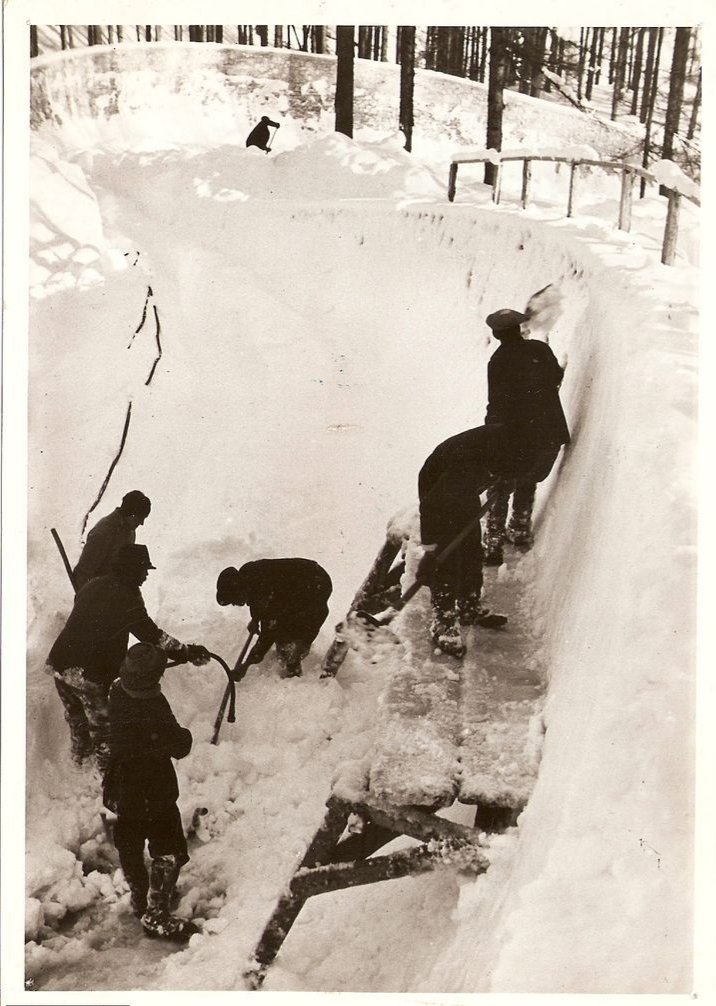
Preparazione della pista nel 1939.

La pratica del bob a Cortina d'Ampezzo fu introdotta nell'inverno del 1905, quando si scendeva con veicoli rudimentali sulla neve caduta lungo la strada delle Dolomiti tra Pocol e Cortina. Nel 1911 si cercò di costruire una pista artificiale per il bob lunga qualche centinaio di metri nel centro di Cortina, ma senza successo per mancanza di mezzi; nel 1923 fu costruita una nuova pista di 1200 metri di lunghezza, lungo la parte inferiore del versante est del Col Druscié, tra le località Cadelverzo, Sopiazes e Ronco che andava a terminare sulla strada dolomitica: l'impianto, ideato da Federico Terschak e progettato dall’ingegner Giacobbi, era molto innovativo per l'epoca, in quanto dotato di speciali tubazioni idriche interrate e ricoperte di erba per consentire il congelamento della pista in inverno.
La pista fece il suo debutto internazionale nel 1928 con i primi campionati mondiali universitari degli sport invernali, evento voluto dalla confederazione internazionale degli studenti (precursore dei Giochi mondiali universitari invernali organizzati dalla federazione internazionale sport universitari) e vide sfidarsi equipaggi di cinque diverse nazioni, dando al tracciato la prima notorietà ed aumentandone il suo sviluppo.
Col finanziamento da parte dell'Azienda Soggiorno e Turismo di Cortina e del comitato olimpico nazionale italiano la struttura venne ricostruita nel 1936, per rispondere ai nuovi standard sportivi, come già avvenuto per la pista di Sankt Moritz ed in quella di Garmisch-Partenkirchen; in particolare l'arrivo della pista scese fino alla riva del fiume Boite, in questo modo la lunghezza del tracciato venne estesa a 1500 metri, con 15 curve e un dislivello di 152 metri. La pista fu così in grado di ospitare i suoi primi campionati mondiali, nel bob a due, nell'edizione del 1937 e due anni più tardi anche nel bob a quattro, gara che fu funestata dalla morte dello svizzero Reto Capadrutt.

### Le Olimpiadi del 1956 ed i loro preparativi

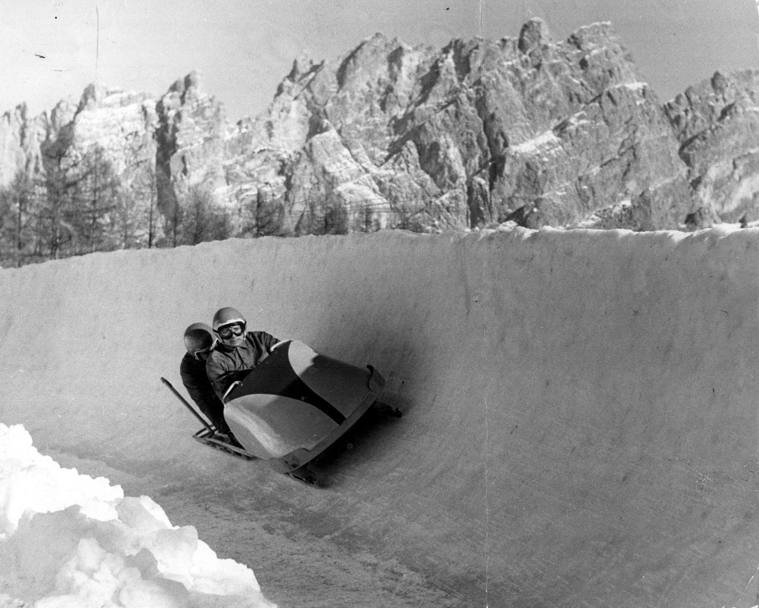
Eugenio Monti e Renzo Alverà nella gara olimpica del bob a due a.

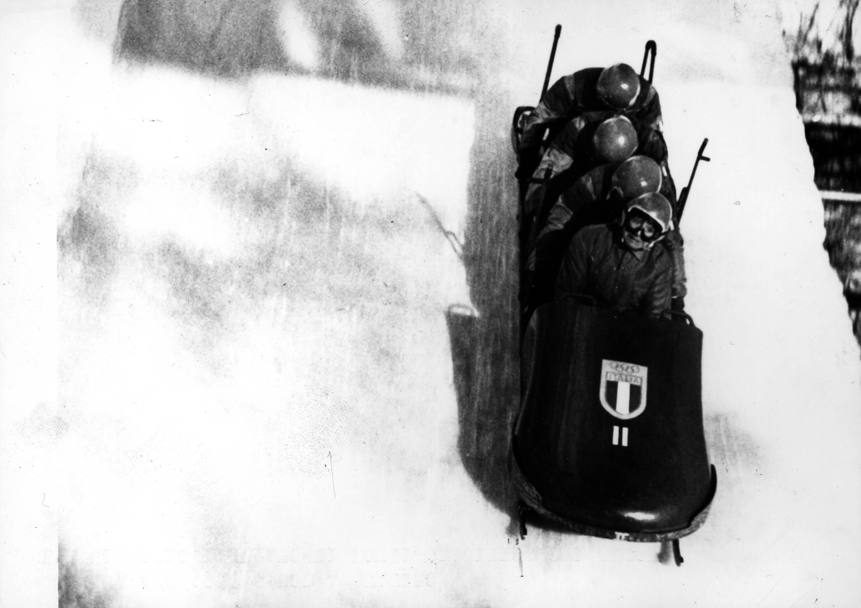
Bob a quattro di Italia 2 a.

Un'altra ristrutturazione della pista avvenne dopo la seconda guerra mondiale nel 1948, ancora a spese del comitato olimpico italiano, in considerazione dell'imminente assegnazione delle Olimpiadi invernali del 1956 in cui Cortina figurava tra le candidate: tutte le curve furono ricostruite e venne edificato il tornante di arrivo, allungando così il tracciato a 1700 metri con 16 curve. Durante la quarantatreesima sessione del Comitato Olimpico Internazionale, che si svolse a Roma nell'aprile del 1949, Cortina d'Ampezzo venne scelta quale sede che avrebbe ospitato i VII Giochi olimpici invernali, conseguentemente il comitato olimpico nazionale italiano prese in mano tutte le operazioni e i miglioramenti della pista con una spesa di 30.276.032 lire (che la portarono ad una lunghezza 1720 metri con 16 curve ed un dislivello di 152 metri), oltre ai costi sostenuti per l'ammodernamento delle infrastrutture complementari quali tribune, grandi tabelloni riportanti i tempi ottenuti dalle varie compagini ed il cronometraggio elettronico.
Prima delle prove olimpiche sul tracciato si tennero altre competizioni internazionali quali i campionati mondiali di bob del 1950 e del 1954 (che servirono da prova generale) nonché gli europei di slittino del 1953; nel 1955, durante una sessione di allenamento delle squadre juniores, il pilota Duilio De Poli scavalcò con il suo bob un muro di protezione ad una curva e morì poco dopo l'incidente a seguito della frattura cranica riportata, per questo motivo gli venne intitolata la pista dove si sarebbero disputati i Giochi. Le gare olimpiche si tennero tra il 27 gennaio ed il 4 febbraio 1956 e, malgrado la penuria di neve e le oltre 900 discese effettuate -inclusi gli allenamenti-, si svolsero regolarmente grazie al continuo lavoro di Federico Terschak e degli addetti alla preparazione della pista, la cui ghiacciatura resistette bene all'usura del passaggio giornaliero di oltre 50 equipaggi, ad eccezione della quarta e conclusiva discesa del bob a quattro in cui gli ultimi partenti furono penalizzati da alcune buche formatesi lungo il percorso; a trionfare furono gli italiani Lamberto Dalla Costa e Giacomo Conti nella prova a due e gli svizzeri Franz Kapus, Gottfried Diener, Robert Alt e Heinrich Angst in quella a quattro.
Nei quattro giorni di gara il comitato olimpico italiano incassò 7.990.000 lire dalla vendita dei biglietti e degli abbonamenti; nel corso delle competizioni, per la prima volta in Italia, l'AGIP provvedette a riscaldare con raggi infrarossi le tribune degli spettatori. Per l'epoca, la pista di Cortina era considerata "una delle più belle finora costruite al mondo, in uno stato di assoluta perfezione tecnica", come ebbe a dire Hanns Kilian, già tre volte campione mondiale nel bob e membro della giuria di gara ai Giochi del 1956.

### Gli anni del boom economico

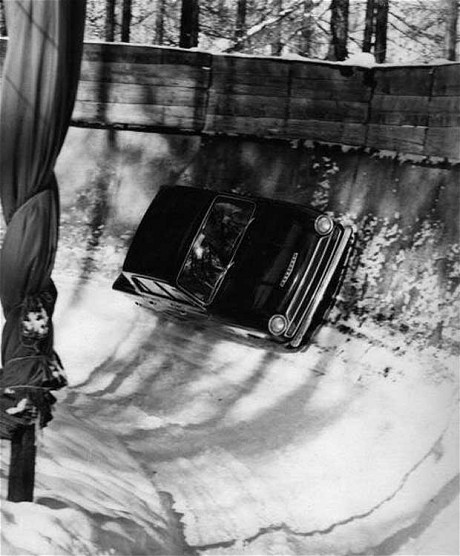
Henry Taylor alla guida di una Ford Cortina lungo la pista nel 1964

Quando il comitato organizzatore dei Giochi olimpici invernali di Squaw Valley 1960 decise di non costruire una pista da bob, la federazione internazionale scelse di utilizzare il tracciato cortinese per ospitare i campionati mondiali del 1960, che in quell'anno rimpiazzarono le gare olimpiche di bob non disputate.
Nel 1964 la pista fu utilizzata come stunt pubblicitario dalla Ford facendo scendere lungo il percorso innevato diversi piloti automobilistici, tra cui Henry Taylor ed il campione del mondo di formula 1 del 1963 Jim Clark, alla guida della vettura Ford Cortina. L'anno seguente fu la sede dei campionati europei e quello ancora successivo dei mondiali di bob, dove, durante la gara della specialità a quattro, morì il pilota della Germania dell'Ovest Anton Pensperger che si schiantò contro degli alberi a lato della pista dopo aver superato le barriere di protezione all'altezza della curva Bandion; a causa della tragedia la gara venne annullata e successivamente alla squadra tedesca fu assegnata d'ufficio la medaglia d'oro.

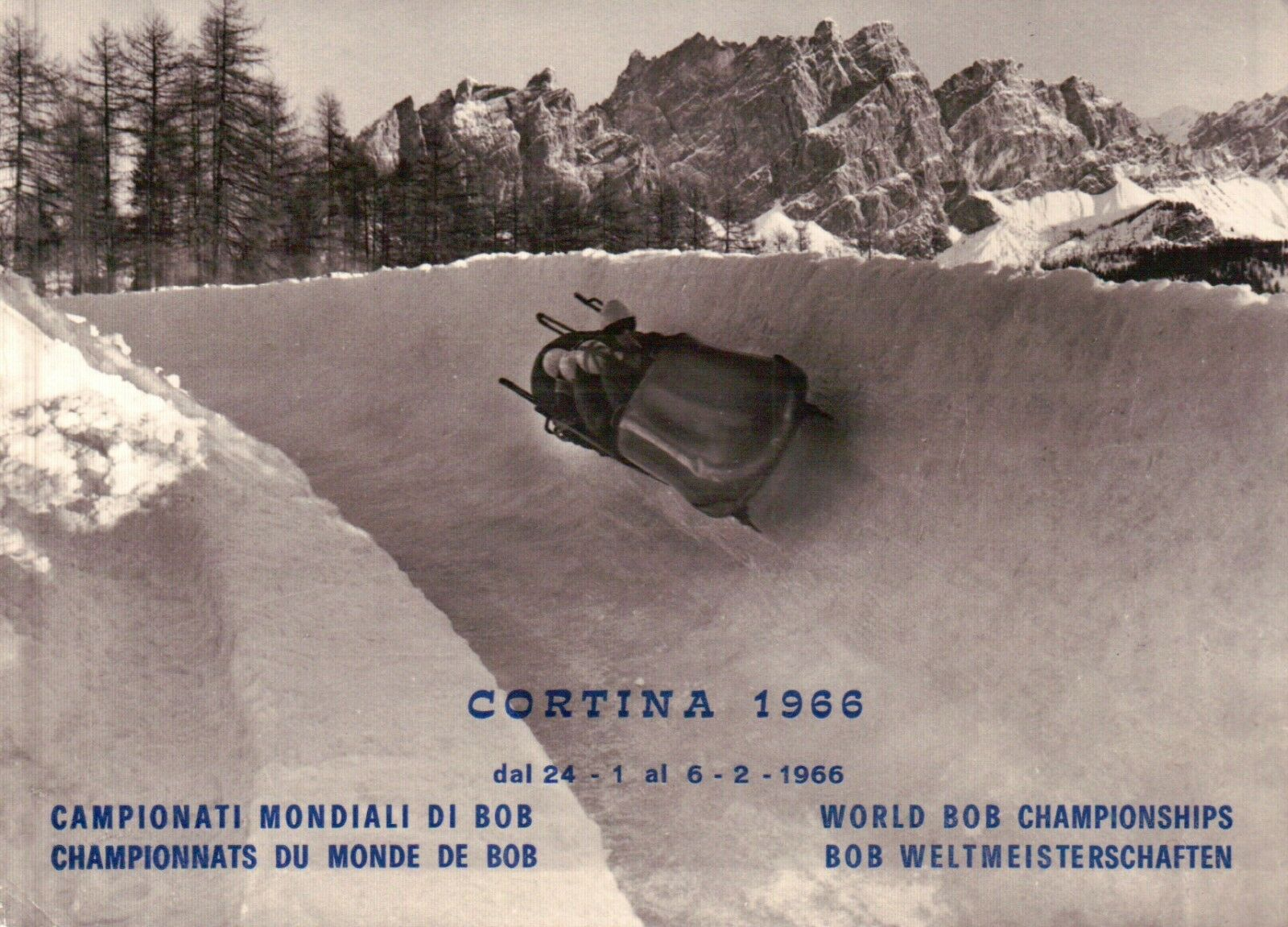
Campionati mondiali di bob 1966

Quello di Pensperger fu solo uno di una serie di gravi incidenti avvenuti durante le gare di bob, in special modo in quello a quattro, occorse nell'ultimo periodo, solo il mese successivo l'italiano Sergio Zardini sarebbe infatti deceduto nel corso di una discesa sul catino olimpico del Monte Van Hoevenberg: mezzi sempre più aerodinamici e filanti ed una fase di spinta maggiormente incisiva avevano portato a far segnare velocità anche superiori ai 100 km/h, per le quali le misure di sicurezza esistenti non erano più adeguate. A seguito di ciò la federazione internazionale di bob e skeleton pretese notevoli modifiche alle piste, per limitarne la pericolosità, e, complice la costruzione di una nuova pista in Italia (quella del Lago Blu a Cervinia) e la morte di Renzo Navillod poche ore dopo una caduta nell'ultima curva durante le prove dei campionati italiani di bob del 1969, Cortina dovette rinunciare ad ospitare gare internazionali, ad eccezione della parentesi degli europei di bob del 1970, per una quindicina di anni.

### Dagli anni '80 ai primi 2000
Effettuati i richiesti adeguamenti sulla sicurezza, la pista tornò nuovamente ad essere sede della rassegna iridata di bob nel 1981, ma nel corso della seconda manche della prova a quattro perì lo statunitense James Morgan, a causa di una violenta compressione del collo contro la parete destra che delimitava la pista a pochi metri dalla linea del traguardo dopo un rovesciamento. La settimana seguente nella località ampezzana si svolsero le riprese di alcune scene del film Solo per i tuoi occhi, parte della saga di James Bond, tra cui famosa è quella dove l'agente 007 entra sulla pista con gli sci all'altezza della curva Vecchia ed affronta il tracciato per quasi tutto il suo percorso, cercando di sfuggire al biathleta tedesco dell'est Erich Kriegler ed ai suoi scagnozzi che lo inseguono con delle motociclette, per poi saltare fuori dalla Cristallo; nel corso delle riprese Paolo Rigon, giovane atleta del club cortinese di bob che fungeva da stuntman per il film, rimase ucciso girando un'acrobazia sulla pista.
Dopo questi due ulteriori incidenti mortali tornò nuovamente di attualità il problema della sicurezza degli atleti, sia cercando nuove soluzioni per le slitte da bob sia rendendo meno rischiosa la pista; era stato infatti calcolato che il vincitore della prova iridata del bob a quattro a Cortina, il tedesco orientale Bernhard Germeshausen, avesse percorso gli ultimi 300 metri del tracciato ad una velocità di oltre 118 km/h subendo nella curva finale un'accelerazione pari a 5 g; per tale motivo si decise di accorciare il percorso creando una nuova struttura di partenza dal rettilineo successivo alla Sties, eliminando dunque il primo tratto della pista di 350 metri. Con questa nuova configurazione la pista fu omologata dalla federazione internazionale divenendo uno degli appuntamenti abituali della neonata Coppa del Mondo di bob, ospitò la competizione iridata della disciplina nel 1989 e nel 1999, quella europea nel 2000, nel 2002 e nel 2007 ed inoltre nel 1992 si tenne una tappa della Coppa del Mondo di skeleton; avrebbe dovuto disputarsi anche la rassegna continentale di bob del 1987, ma una protesta degli ambientalisti relativa all'uso di ammoniaca per la ghiacciatura del tracciato fece desistere il comitato organizzatore cortinese e la manifestazione si tenne così sulla pista di Cervinia.
La pista venne intitolata al bobbista italiano Eugenio Monti nel 2003, appena pochi giorni dopo la sua scomparsa. Soprannominato il rosso volante Monti fu uno tra i più rinomati sportivi italiani ed uno dei più vincenti bobbisti di sempre: in carriera conquistò due medaglie d'oro, due d'argento e due di bronzo in tre Olimpiadi disputate ed ulteriori nove titoli iridati, ma ancora più importante fu l'assegnazione del primo "trofeo mondiale sportività Pierre de Coubertin" che gli venne riconosciuto per aver prestato, durante i Giochi di Innsbruck 1964, un bullone della sua slitta all'equipaggio britannico di Tony Nash e Robin Dixon, suoi diretti avversari per la vittoria, che avevano rotto il proprio e senza il quale si sarebbero dovuti ritirare dalla competizione. Sempre a Cortina, in località Fiames presso il centro sportivo "Antonella De Rigo", è attivo un pistino di spinta per bob e skeleton intitolato al suo storico compagno e cortinese Renzo Alverà, deceduto nel 2005; tale struttura è dotata di un binario su cui è possibile effettuare gli allenamenti anche nel periodo estivo.

### La chiusura dell'impianto
Nel 2004 la federazione internazionale di bob e skeleton riorganizzò le principali competizioni che si tenevano sotto la sua egida, decidendo che sia i campionati mondiali sia le tappe del circuito della Coppa del Mondo si sarebbero tenuti contemporaneamente in un'unica sede; fino a quel momento infatti le gare di bob maschili, quelle femminili e quelle di skeleton di norma venivano disputate separatamente ed in località diverse. La pista cortinese risultava stabilmente inserita nel calendario di Coppa nel bob, ma il tracciato non era in linea con le normative previste per lo svolgimento delle prove di skeleton, per questo motivo nelle edizioni del 2004/05, del 2005/06, del 2006/07 e del 2007/08 le gare di skeleton vennero disputate rispettivamente sulle piste di Sigulda per due volte, di Nagano e di Cesana Torinese; anche nel 2008/09 il tracciato ampezzano avrebbe dovuto essere sede di gara del circuito annuale, ma considerato che neanche in questa occasione l'impianto sportivo venne adeguato per le prove dello skeleton la federazione internazionale decise di annullare l'intera tappa.
Nel frattempo, durante il congresso federale tenutosi a Londra nel giugno del 2007, venne assegnata a Cortina d'Ampezzo l'organizzazione dei mondiali di bob del 2011 ma, in seguito a sopravvenuti problemi finanziari occorsi per adeguare la pista agli standard richiesti per ospitare le competizioni di skeleton, la città ampezzana dovette rinunciare alla manifestazione iridata, poi riassegnata a Schönau am Königssee; l'amministrazione comunale, dati gli elevati costi di gestione e dopo non essere riuscita a trovare gli stanziamenti necessari per ammodernare e ristrutturare l'impianto, che oscillavano da un minimo di 1,5 milioni di euro per adeguarlo alle competizioni di skeleton ai 15 milioni di euro per un completo rifacimento, decise quindi di chiudere a tempo indeterminato la struttura.

### La ristrutturazione per le Olimpiadi 2026
La pista rimase quindi chiusa ed inutilizzata dal 2008, nonostante nel 2011 si fosse paventata la possibilità di una riapertura, soprattutto dopo che anche l'altra pista italiana, la Cesana Pariol utilizzata per i Giochi olimpici di Torino 2006, venne definitivamente dismessa. Si dovette attendere il 2018, con la candidatura della città veneta, in coabitazione con Milano, ad ospitare le Olimpiadi del 2026 per riprendere seriamente in considerazione il discorso; il primo costo stimato dal comitato promotore fu di 53244320 € per il completo ammodernamento dell'impianto per disputare le competizioni di bob, slittino e skeleton, e farlo diventare il nuovo centro federale di quelle discipline.
Nel rapporto di valutazione del comitato olimpico internazionale furono evidenziate alcune perplessità relative alle spese ritenute sottostimate e soprattutto sul futuro riutilizzo della struttura, in considerazione del fatto che la stessa fosse chiusa da più di dieci anni, ma nonostante questi dubbi la candidatura italiana ebbe la meglio sulle altre. Con l'assegnazione dei Giochi a Cortina diverse associazioni ambientaliste locali si dissero contrarie alla ricostruzione della pista e anche la posizione del CIO rimase scettica, in considerazione dell'Olympic Agenda 2020 (approvata nel 2014 e volta a rendere l'organizzazione degli eventi maggiormente sostenibili economicamente), preferendo l'utilizzo di una struttura già esistente ed attiva come quella di Innsbruck o di Schönau am Königssee, ma dopo gli studi di fattibilità i primi progetti vennero presentati nel dicembre del 2021 prevedendo la demolizione dell'attuale impianto e la successiva ricostruzione sulla stessa area della nuova pista per un costo stimato di 61 milioni di euro, dando nel contempo assicurazioni sulla successiva funzionalità della struttura anche dopo lo svolgimento delle Olimpiadi sia per quanto riguarda le manifestazioni sportive sia come attrazione turistica.
Con l'avvicinarsi dell'appuntamento olimpico i lavori però stentavano a cominciare: l'aggiudicazione dell'appalto per la progettazione dell'opera, del valore di 2292465,60 €, avvenne il 24 settembre 2022, l'avvio del cantiere per la demolizione controllata, per un costo totale di 2215817,68 €, si ebbe solo il 28 febbraio 2023 e durò due mesi. Dopo lo smantellamento quasi integrale del vecchio percorso (venne conservato solo il tratto di partenza del 1956, la curva Antelao e quella d'arrivo che sarebbero state utilizzate per la creazione di un memoriale dei passati Giochi olimpici cortinesi), fu pubblicato dunque il bando per la ricostruzione dell'impianto sportivo, del valore di 81610000 €, ma questo andò deserto sia alla scadenza del 31 luglio 2023 sia a quella del 20 settembre 2023.
A questo punto l'idea di costruire un nuovo impianto sembrava naufragata e anche il presidente del CONI Giovanni Malagò durante una riunione del comitato olimpico internazionale aveva reso noto che il comitato organizzatore dei Giochi, per le gare di bob, slittino e skeleton, avrebbe individuato una pista già esistente e funzionante in sostituzione di quella pianificata a Cortina; tuttavia, dopo che anche la possibilità di riaprire la pista Cesana Pariol, già usata per le Olimpiadi di Torino 2006, venne bocciata dal CIO, il 18 gennaio 2024 (al terzo tentativo) venne aggiudicato l'appalto per la ricostruzione della pista a Cortina. Stanti però gli strettissimi tempi per la realizzazione dell'opera (l'omologazione del tracciato dovrà essere tassativamente effettuata entro marzo del 2025), sia il comitato olimpico sia le federazioni internazionali di riferimento caldeggiarono l'adozione di un "piano B", cercando un sito già esistente dove svolgere le competizioni olimpiche nell'eventualità di ulteriori ritardi o di altri imprevisti.
Il 24 e 25 marzo 2025, vengono effettuati i primi test per la pre-omologazione della pista, che danno esito positivo. Dopo 399 giorni di lavori e una spesa di 118424000 €, viene ufficialmente inaugurata la nuova Eugenio Monti.

## Caratteristiche

Tracciato della pista (1981)

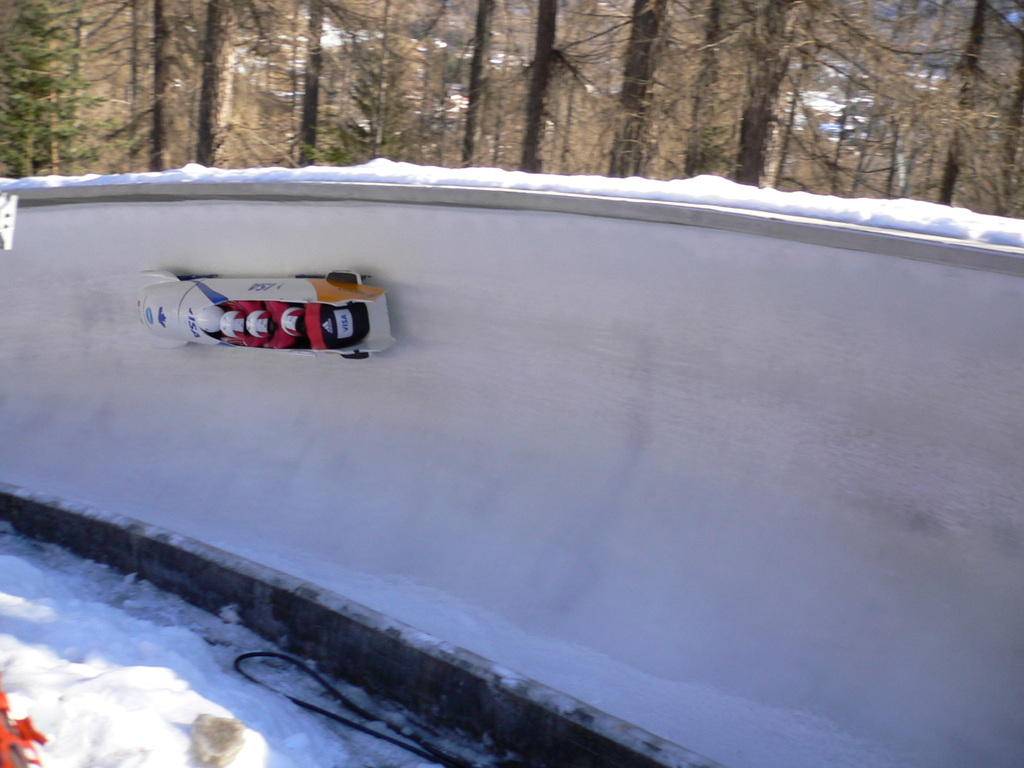
I campioni olimpici di Canada 1 (pilota Pierre Lueders) lanciati nei Labirinti (coppa del mondo di bob, 2007).

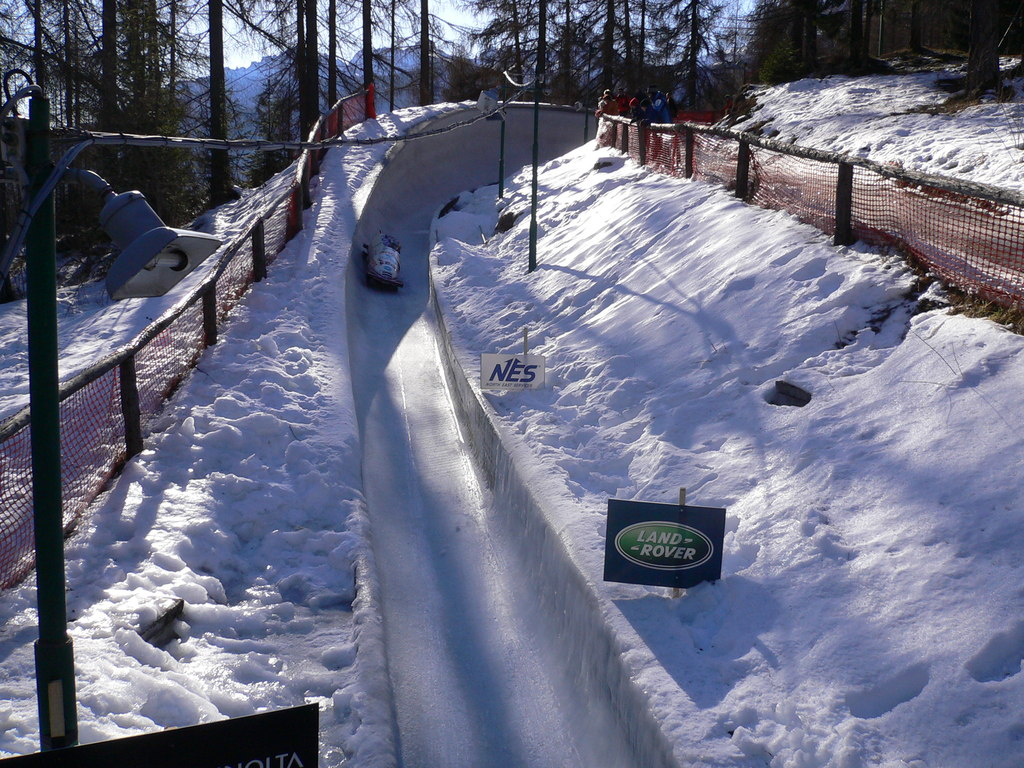
Squadra giapponese (2007)

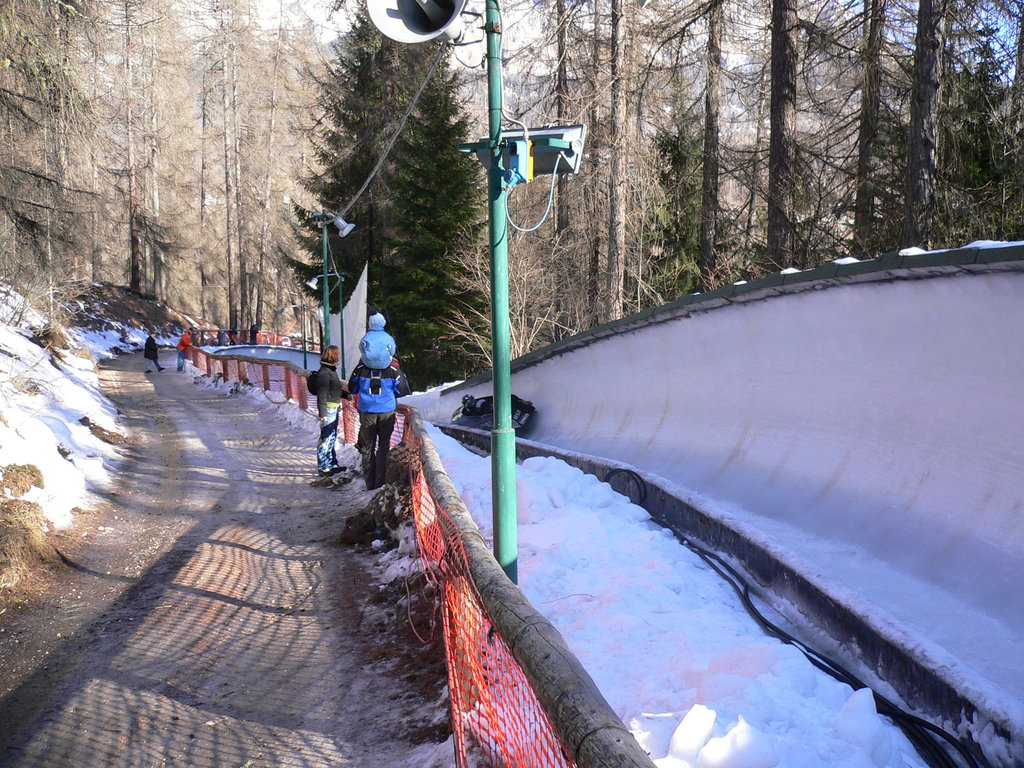
Stati Uniti 1 all'uscita dai Labirinti (2007)

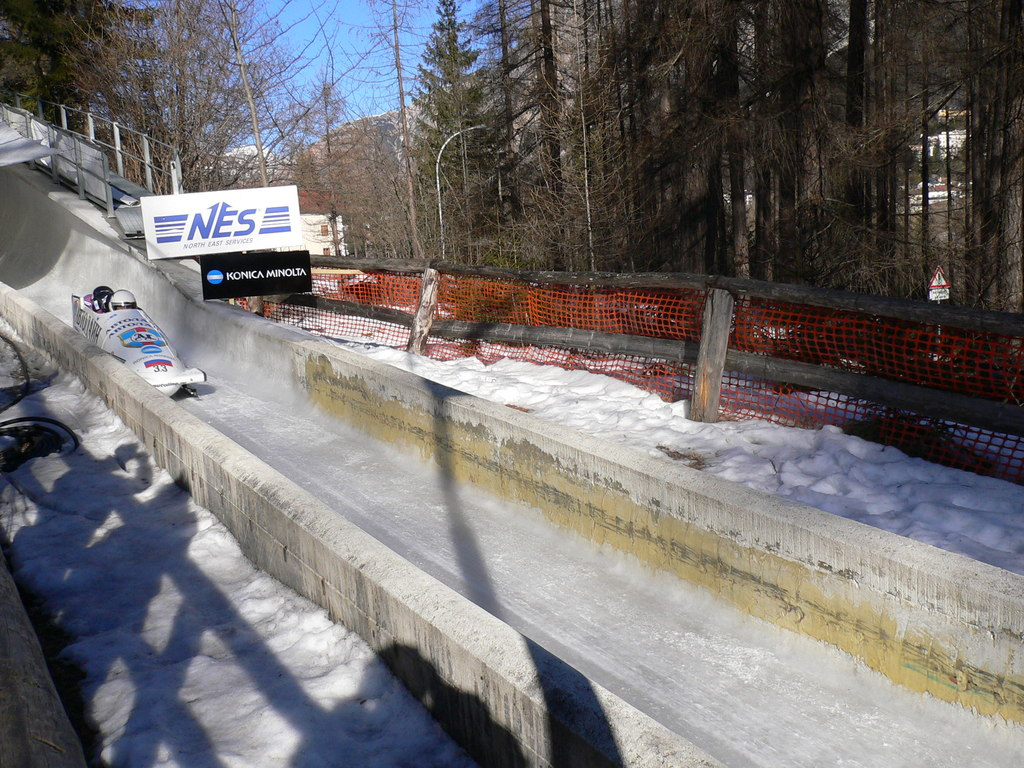
Russia 1 sul rettilineo Antelao (2007)

La pista utilizzata per i Giochi olimpici invernali del 1956 era lunga 1.700 metri, con 16 curve e un dislivello di 152 metri. Le curve 3 e 5 non avevano nome.
| Numero curva | Nome              | Nota |
| ------------ | ----------------- | --- |
| 1.           | Partenza          | |
| 2.           | Vecchia           | Nel film Solo per i tuoi occhi del 1981 James Bond (Roger Moore) affronta sugli sci questa parte del tracciato, cercando di sfuggire al biathleta tedesco dell'est Erich Kriegler (John Wyman) e ai suoi scagnozzi. |
| 4.           | Sties             | |
| 6.           | Verzi             | |
| 7.           | Sento             | |
| 8., 9., 10.  | Labirinto         | |
| 11.          | Belvedere         | Nome di località vicina alla pista |
| 12.          | Bandion           | Nome di località vicina alla pista |
| 13.          | Rettifilo Antelao | |
| 14.          | Antelao           | L'Antelao è la più alta montagna delle Dolomiti orientali, a sud-est di Cortina. |
| 15.          | Cristallo         | Il Gruppo del Cristallo si trova a nord-est di Cortina. In questa curva James Bond salta fuori dalla pista per sfuggire al nemico Kreigler.                                                                         |
| 16.          | Arrivo            | |

Dopo la tragedia dei Campionati mondiali di bob 1981, la pista è stata accorciata a 1350 metri di lunghezza, con 13 curve, un dislivello di 120,45 metri, un grandiente di pendenza massimo del 15,9% e medio del 9,3%.
| Numero curva | Nome              | Note |
| ------------ | ----------------- | ---- |
| 1.           | Verzi             |      |
| 2.           | Rettifilo Sento   |      |
| 3.           | Sento             |      |
| 4., 5., 6.   | Labrinto          |      |
| 7.           | Belvedere         |      |
| 8.           | Bandion           |      |
| 9.           | Rettifilo Antelao |      |
| 10.          | Antelao           |      |
| 11.          | Cristallo         |      |
| 12.          | Curva Valletta    |      |
| 13.          | Arrivo            |      |

## Primati
| Disciplina             | Record | Nazione - atleta/i                                                            | Data             | Tempo (secondi) |
| ---------------------- | ------ | ----------------------------------------------------------------------------- | ---------------- | --------------- |
| Bob a due (uomini)     | Spinta | Canada - Pierre Lueders & Giulio Zardo                                        | 19 gennaio 2002  | 4.84            |
| Bob a due (uomini)     | Pista  | Germania - Thomas Florschütz & Sascha Scheleter                               | 12 gennaio 2006  | 52.80           |
| Bob a quattro (uomini) | Spinta | Svizzera - Martin Annen, Andreas Gees, Beat Hefti, & Cedric Grand             | 19 dicembre 2004 | 4.74            |
| Bob a quattro (uomini) | Pista  | Francia - Bruno Mingeon, Emmanuel Hostache, Christophe Fourquet, & Max Robert | 16 gennaio 2000  | 51.96           |
| Bob a due (donne)      | Spinta | Canada - Helen Upperton & Jennifer Ciochetti                                  | 12 gennaio 2007  | 5.29            |
| Bob a due (donne)      | Pista  | Germania - Sandra Kiriasis & Romy Logsch                                      | 12 gennaio 2007  | 54.60           |

## Principali manifestazioni ospitate
- Giochi olimpici invernali: 1956
- Campionati mondiali di bob: 1937 (bob a due), 1939 (bob a quattro), 1950, 1954, 1960, 1966, 1981, 1989, 1999
- Campionati europei di bob: 1965, 1970, 1982, 2000, 2002, 2007
- Campionati italiani di bob: 1930, 1933, 1934, 1935, 1936, 1937, 1938, 1939, 1940, 1949, 1950, 1953, 1954, 1955, 1957, 1958, 1959, 1960, 1962, 1964, 1965, 1966, 1969, 1978, 1980, 1981, 1984, 1985, 1986, 1988, 1991, 1992, 1993, 1995, 2001, 2002, 2003, 2004, 2005, 2007, 2008